# Formula 18
Pour les articles homonymes, voir F18.
La Formule 18 est une classe de catamarans reconnue par l'ISAF.
Les caractéristiques générales des F18 en font des bateaux puissants tout en restant marins, sensibles aux réglages, et d'une grande finesse de barre.
Les spécifications telles le poids et la surface de voile sont soumises à des règles strictes, définies par une « Box rule » destinée à garantir l'équité sportive entre tous les équipages.

## Historique

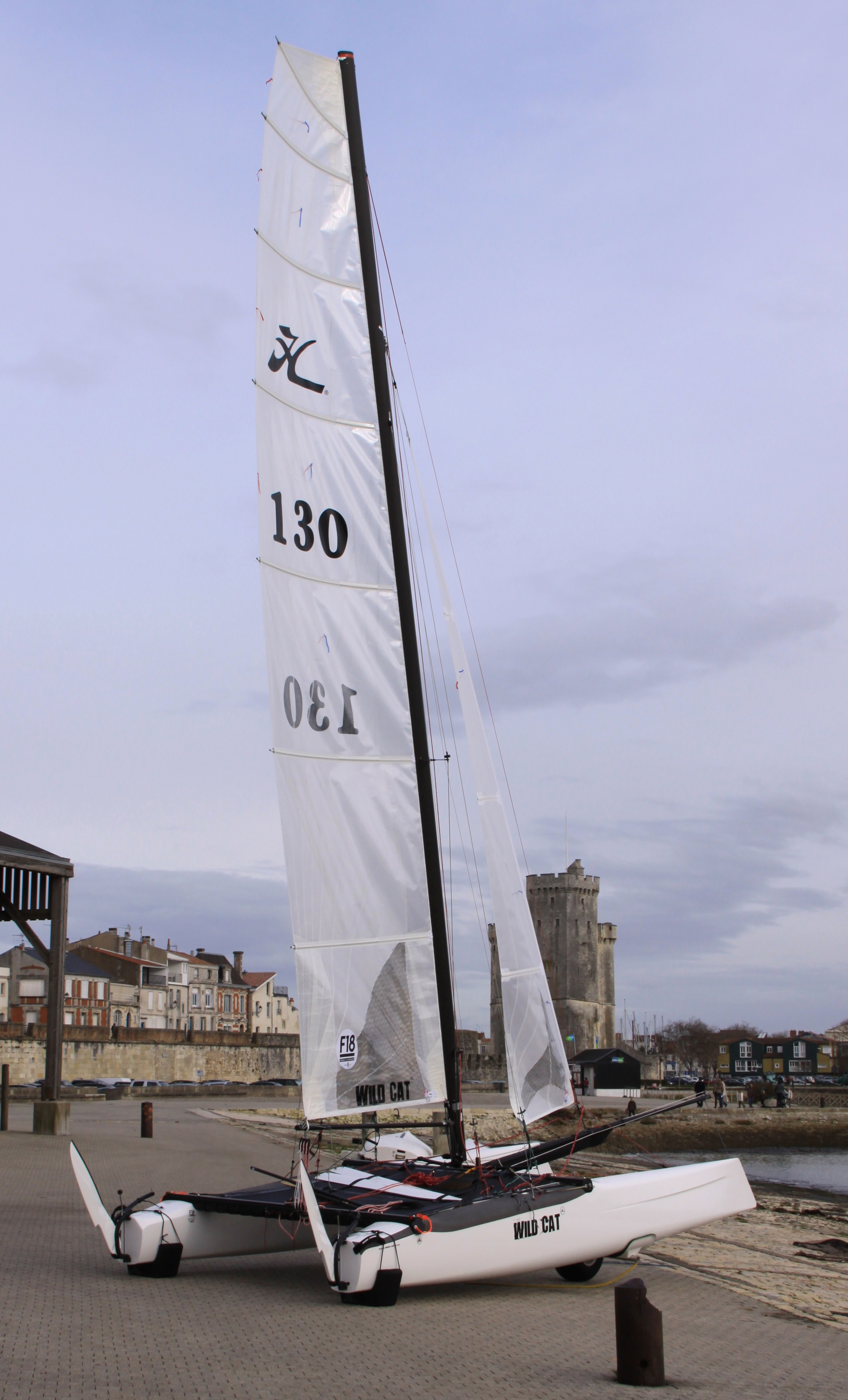
Le "Wild Cat" est la nouvelle version, sortie en 2009, du catamaran de sport de classe F 18.

Pendant de nombreuses années, à l'exception de la classe A en solitaire et du Tornado olympique, la pratique du catamaran de sport est restée étroitement liée aux séries monotypes des principaux constructeurs, Dart et Hobie. Que ce soit en régate de club ou pour des compétitions plus importantes, seul le temps compensé permettait, au terme de discussions sans fin autour de l'établissement des ratings, de faire s'affronter des bateaux de conceptions différentes.
L'objectif des responsables du secteur catamaran de la Fédération française de voile (FFV) créé en 1985, au-delà de la mise en œuvre d'un système de rating (temps compensé) fondé sur les formules de l'IOMR puis de la Pacific Multihull Association System, reconnu en 1992 par l'ISAF sous le nom de Small Catamaran Handicap Rating System, ou SCHRS, était de mettre au point une jauge permettant aux compétiteurs de régater en temps réel (le classement se faisant naturellement par ordre d'arrivée).
C'est ainsi que Pierre-Charles Barraud et Olivier Bovyn décidèrent de créer la classe Formule 18 en 1993, en égalisant les chances des équipages autour de trois catégories de poids à partir des formules de la SCHRS, en jouant sur les tailles respectives du foc et du spinnaker.
Reconnue par l'ISAF comme série reconnue en 1996, puis comme série internationale en 2002, la Formule 18 compte désormais plus de quinze modèles différents fabriqués et commercialisés en Europe, en Australie, en Nouvelle-Zélande et en Amérique du Nord.

## Jauge du Formula 18
Les règles de jauge du Formula 18 sont reconnues par l'ISAF qui en a fait une série internationale en 1996,.
Les Formule 18 ont, en résumé, une longueur maximum de 5,52 m, un bau maximum de 2,60 m, des espars à section constante, un tangon de spinnaker qui ne doit pas dépasser des étraves de plus de 80 cm et deux paires de trapèzes. (Pour les détails, voir les règles de la classe.)
Le poids minimum des deux équipiers est de 115 kg.
Trois catégories de poids d'équipage sont définies : 115-130 kg, 130-150 kg, au-dessus de 150 kg. Les équipages de 140 à 150 kg peuvent courir dans la catégorie de plus de 150 kg avec une masse de compensation. Le foc fait 3,45 m2 sauf pour les plus de 150 kg où il fait 4,15 m2. De même pour le spinnaker de 19 et 21 m2.

## Liste des modèles

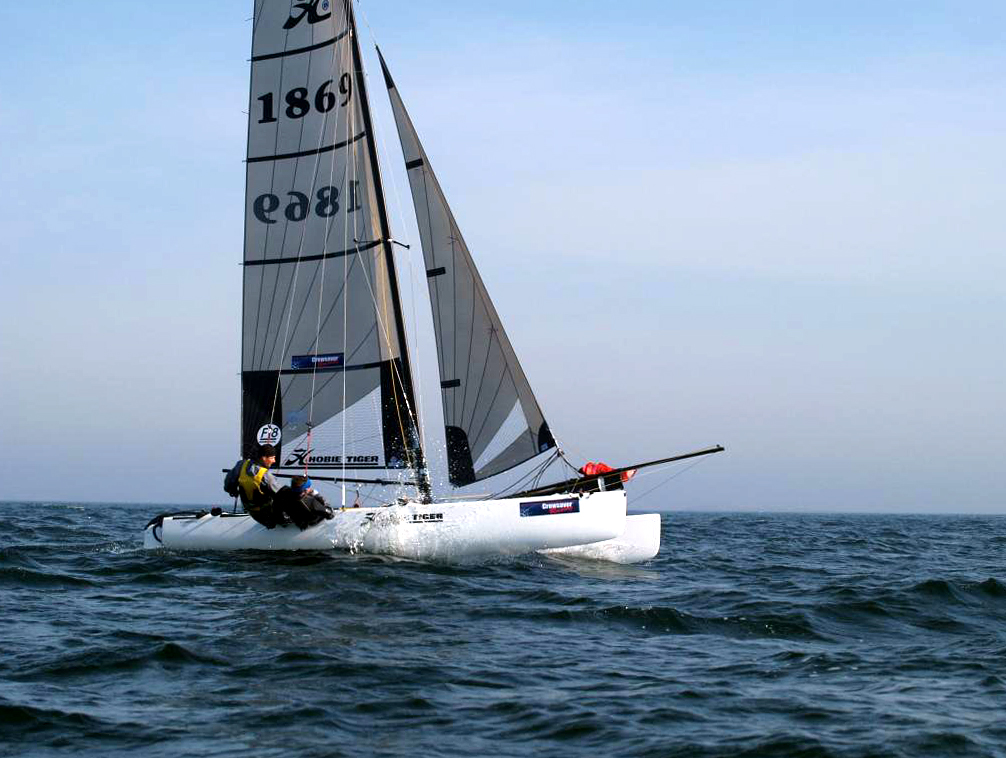
Un Hobie Tiger. On peut distinguer le logo des F18 au point d'écoute de grand-voile, au-dessus de la tête du barreur.

- Hobie Cat Wild Cat, remplaçant du Hobie Tiger qui domine le devant de la scène au niveau international.
- Mattia 18, décliné en plusieurs versions depuis 1996.
- Dart Hawk, historiquement un des premiers F18, dessiné par Y. Loday.
- Hobie Tiger, une référence pendant de nombreuses années, dessiné par Jacques Valer.
- Mystère Twister, sur le même plan que le Hobie Tiger.
- Alado 18, modèle dessiné et fabriqué par Jacques Valer, il servit de base au HC Tiger.
- Nacra Inter 18, bateau américano-hollandais assez peu développé en France.
- Nacra F18 dessiné par Comyn, ce bateau a été champion du monde à de multiples reprises.
- Cirrus, Cirrus F18, dessiné et fabriqué par E. Boulogne dans le nord de la France. Il fait évoluer son bateau régulièrement. Le cirrus F18 a été champion du monde avec à son bord les deux frères Boulogne.
- Diam conçu et fabriqué par Vianney Ancelin, ce bateau est réputé pour être très marin et bénéficier d'un niveau de finition exceptionnel. Il a longtemps profité d'un développement en collaboration avec les ténors de la classe : J. Lagarrigue et T. Vauchel-Camus.
- Capricorn dessiné en Australie par Martin Fisher, ce fut le premier F18 à présenter des étraves inversés.
- Nacra Infusion : Dessiné par le cabinet Morelli Melvin, a connu une évolution MK2 en 2011 - champion du monde 2008, 2009, 2013. la forte diffusion a permis la création d'une classe monotype ISAF.
- AHPC C2 : Dessiné par Greg Goodall, le successeur du Capricorn a été vice champion du monde en 2010 et 2012, champion du monde en 2011.